# Cinturão médio da Nigéria

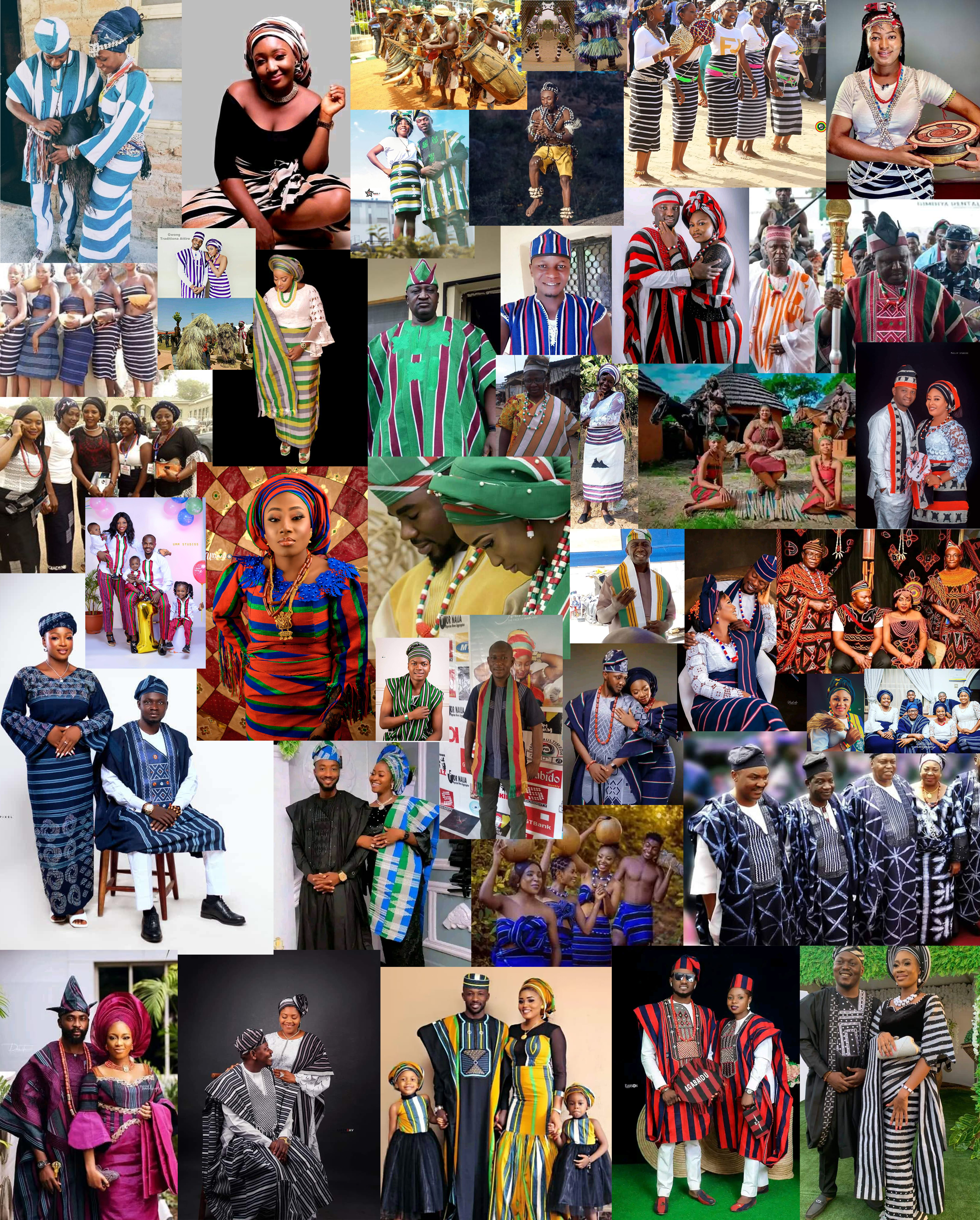
Colagem com algumas das nações do Cinturão Médio da Nigéria

O Cinturão Médio (Middle Belt) é um termo geográfico humano que designa a região do centro da Nigéria povoada em grande parte por grupos étnicos minoritários e alongam-se para todo o país longitudinalmente. O Cinturão Médio é indeterminado, que carece designar  "fronteiras" e é caracterizado por uma heterogeneidade e diversidade de povos e culturas. A eminência de grupos minoritários múltiplos em algum grau constitui uma barreira etno-linguística no país, desenhando uma separação entre o Norte islâmico e o Sul cristão.
A região é uma convergência desses domínios culturais e mantém um enorme grau de diversidade etno-linguístico, com línguas das famílias afro-asiática, nilo-saariana, e níger-congo, três dos principais grupos de línguas africanas, todas as que estão sendo faladas.

## Dinâmica
Minorias na Nigéria tendem a ser dominadas pelos três maiores grupos étnicos, os hauçás do Norte e dos ibos e iorubás do Sul. Rodeado por histórias religiosas, econômicas e culturais divergentes, o Cinturão Médio tem sido o caldeirão onde pequenos e grandes grupos étnico-religiosos na Nigéria há muito tempo coexistiram, mas onde também colidiram cada vez mais sobre a terra, recursos, identidade e poder político.
O resultado é uma mistura de conflitos recorrentes e unidade política ocasional e solidariedade entre esses povos altamente diferenciados. Um exemplo para o último foi o Congresso do Cinturão Médio Unido que surgiu após a independência da Nigéria da Grã-Bretanha em 1960.
Em particular, a cidade de Jos no estado de Plateau tem sido um centro para disputas étnico-religiosos e violência desde a década de 1990. O Jos Forum Inter-Communal Dialogue process durou 16 meses, de  agosto de 2013 a dezembro de 2014, e refere-se a um processo de paz empreendido por comunidades que vivem em Jos que concluíram em uma "Declaração de Compromisso para a Paz".
Áreas da Nigéria, que são geralmente referidas como pertencentes ao Cinturão Médio são: os estados de Kwara, Kogi, Benue, Plateau, Nasarawa, Níger, Taraba, Adamawa, bem como as partes do sul dos estados de Kaduna, Kebbi, Bauchi, Gombe e Borno.
A definição das áreas de Cinturão Médio estão sujeitas a grande debate, devido à presença de número significativo de etnias hauçás, fulas e grupos canúris. Além disso, os iorubás de Kwara e Kogi têm uma forte afinidade com os demais iorubás e frequentemente preferem não ser associados com a identidade do Cinturão Médio.